# Vlag van Stein

Vlag van de gemeente Stein

De vlag van Stein is op 30 januari 1970 bij raadsbesluit vastgesteld als gemeentevlag van de Nederlands Limburgse gemeente Stein. De vlag kan als volgt worden beschreven:
Volgens de vluchtdiagonaal gedeeld van geel en rood, met op de scheiding een zwarte baan; in de broektop een rode lozanje.

## Geschiedenis
Tot 1970 had de gemeente de defileervlag uit 1938 in gebruik genomen. Omdat deze vlag versleten was geraakt moest er een nieuwe vlag komen. De Stichting voor Banistiek en Heraldiek werd benaderd om  advies voor een nieuw ontwerp te komen. De gemeenteraad wilde het gemeentewapen specifiek het paard van sint Maarten terug laten komen in de vlag.

## Symboliek
De kleuren komen uit het gemeentewapen van Stein, het geel is het goud uit het wapen en het rood is het keel van het schild. Het ruitje, in het kanton komt van het schild van de familie Van Elsloo, hun wapenschild staat in de voet van het gemeentewapen. Het wapenschild bevat er echter zeven. De zwarte diagonale lijn symboliseert het zwarte paard waar Sint Martinus op zit.
De indeling van de vlag is eveneens symbolisch: volgens tradities worden wapens waarop Sint Martinus afgebeeld staat begeleid door vlaggen die gedeeld zijn volgens een diagonaal van heraldisch rechtsonder naar linksboven. Voor de kijker is dat dan van linksonder naar rechtsboven. Voor een vlag is dit de "vluchtdiagonaal": de diagonaal die een eindpunt heeft in de top van de vlucht of uitwaai, ofwel het deel van de vlag die het verst van de stok of mast is verwijderd.

## Verwante afbeelding

Het wapen van Stein

Beek 
· Beekdaelen 
· Beesel 
· Bergen 
· Brunssum 
· Echt-Susteren 
· Eijsden-Margraten 
· Gennep 
· Gulpen-Wittem 
· Heerlen 
· Horst aan de Maas 
· Kerkrade 
· Landgraaf 
· Leudal 
· Maasgouw 
· Maastricht 
· Meerssen 
· Mook en Middelaar 
· Nederweert 
· Peel en Maas 
· Roerdalen 
· Roermond 
· Simpelveld 
· Sittard-Geleen 
· Stein 
· Vaals 
· Valkenburg aan de Geul 
· Venlo 
· Venray 
· Voerendaal 
· Weert